# دختر شب
«دخترِ شب» (انگلیسی: The Girl of the Night) یک فیلم صامت آمریکایی است که در سال ۱۹۱۵ منتشر شد. در حال حاضر این فیلم از بین رفته است.